# Algérie aux Jeux olympiques d'été de 1972
L'équipe olympique d'Algérie  participe pour la troisiéme fois  aux Jeux olympiques d'été de 1972 à Munich  Allemagne de l'Ouest . Elle n'y remporte aucune médaille. L'athlète Azzedine Azzouzi est le porte-drapeau d'une délégation algérienne comptant 5 sportifs (5 hommes).

## Sportifs Engagés
- Athlétisme : -
- Azzouzi Azeddine (800 Metres et 1500 Metres)
- Mohamed Kacemi  (800 Metres et 1500 Metres)
- Mohamed Sid Ali Djouadi (800 Metres)
- Rahoui Boualem (3000 Metres steeple - 5000 Metres)
- BOXE : -
- Loucif Hamani (Super Welters)

## Résultats

### Athlétisme - Messieurs
1. 800 m (Série)[1]
  - 3ᵉ place -  Azzedine Azzouzi  ,  Algérie - Temps : 1:49.4 (Qualifié pour la demi-finale)
  - 5ᵉ place -  Mohamed Sid Ali Djouadi    Algérie - Temps : 1:40.4 (Éliminé)  Demi-finale :
  - 6ᵉ place - Azzedine Azzouzi  - Temps : 1:49 (Éliminé)
2. 1500 m (Série) [1]
  - 8ᵉ place - Mohamed Kacemi   Algérie - Temps : 3:45 (Éliminé)
  - 7ᵉ place - Azzedine Azzouzi  - Temps : 3:46 (Éliminé)
3. 5000 m (Série) [1]
  - 8ᵉ place -  Rahoui Boualem  ,  Algérie - Temps : 13:45 (Éliminé)
4. 3000 m steeple - chase (Série) [1]
  - 7ᵉ place -  Rahoui Boualem   - Temps : 8:41 (Éliminé)

### Boxe
- Catégorie Super Welters [1]
  - 1ᵉʳ tour (1/16 de finale) : Loucif Hamani  Algérie bat Colon  Porto Rico  aux points
  - 2ᵉ tour (1/8 de finale) : Loucif Hamani  Algérie bat Richardson  Hollande  par arrêt de l'arbitre au 2ᵉ round.
  - 3ᵉ tour (1/4 de finale) : Minter Grande-Bretagne bat Loucif Hamani  Algérie aux points.